# العلاقات البنمية البولندية
العلاقات البنمية البولندية هي العلاقات الثنائية التي تجمع بين بنما وبولندا.

## مقارنة بين البلدين
هذه مقارنة عامة ومرجعية للدولتين:
| وجه المقارنة                                              | بنما                      | بولندا                                                                             |
| --------------------------------------------------------- | ------------------------- | ---------------------------------------------------------------------------------- |
| المساحة (كم2)                                             | 74.18 ألف                 | 312.68 ألف                                                                         |
| عدد السكان (نسمة)                                         | 4.10 مليون                | 38.43 مليون                                                                        |
| الكثافة السكانية (ن./كم²)                                 | 55.27                     | 122.91                                                                             |
| العاصمة                                                   | بنما                      | وارسو                                                                              |
| اللغة الرسمية                                             | اللغة الإسبانية           | اللغة البولندية                                                                    |
| العملة                                                    | بالبوا بنمي، دولار أمريكي | زلوتي بولندي                                                                       |
| الناتج المحلي الإجمالي (بليون دولار)                      | 61.84 مليار               | 524.51 مليار                                                                       |
| الناتج المحلي الإجمالي (تعادل القوة الشرائية) بليون دولار | 87.37 مليار               | 1.02 تريليون                                                                       |
| الناتج المحلي الإجمالي الاسمي للفرد دولار أمريكي          | 13.27 ألف                 | 12.55 ألف                                                                          |
| الناتج المحلي الإجمالي للفرد دولار أمريكي                 | 20.89 ألف                 | 26.14 ألف                                                                          |
| مؤشر التنمية البشرية                                      | 0.780                     | 0.843                                                                              |
| رمز المكالمات الدولي                                      | +507                      | +48                                                                                |
| رمز الإنترنت                                              | .pa                       | .pl                                                                                |
| المنطقة الزمنية                                           | 00                        | توقيت وسط أوروبا، ت ع م+01:00، ت ع م+02:00، أوروبا/وارسو ‏، توقيت وسط أوروبا الصيفي |

## منظمات دولية مشتركة
يشترك البلدان في عضوية مجموعة من المنظمات الدولية، منها:
| علم المنظمة | اسم المنظمة                        | تاريخ انضمام بنما | تاريخ انضمام بولندا |
| ----------- | ---------------------------------- | ----------------- | ------------------- |
|             | يونسكو                             | 10 يناير 1950     | 6 نوفمبر 1946       |
|             | الفريق المعني برصد الأرض           | ?                 | ?                   |
|             | مؤسسة التمويل الدولية              | 20 يوليو 1956     | 29 ديسمبر 1987      |
|             | منظمة حظر الأسلحة الكيميائية       | ?                 | ?                   |
|             | مؤسسة التنمية الدولية              | 1 سبتمبر 1961     | 28 أكتوبر 1960      |
|             | منظمة التجارة العالمية             | ?                 | 1 يوليو 1995        |
|             | وكالة ضمان الاستثمار متعدد الأطراف | 21 فبراير 1997    | 29 يونيو 1990       |
|             | الاتحاد البريدي العالمي            | ?                 | 1 مايو 1919         |
|             | منظمة الشرطة الجنائية الدولية      | ?                 | ?                   |
|             | الأمم المتحدة                      | 13 نوفمبر 1945    | 24 أكتوبر 1945      |
|             | الاتحاد الدولي للاتصالات           | 14 يوليو 1914     | 1921                |
|             | البنك الدولي للإنشاء والتعمير      | 14 مارس 1946      | 27 يونيو 1986       |

## أعلام
هذه قائمة لبعض الشخصيات التي تربطها علاقات بالبلدين:
- خوستيني باسيك (29 أغسطس 1979[19] – )

## وصلات خارجية
- موقع وزارة الخارجية البنمية
- موقع وزارة الخارجية البولندية